# Кледер
Кледер (V век) — отшельник Корневильский. День памяти — 4 ноября.
Святой Кледер (Cleder, Clederus), или Клетер (Clether), по преданию, был сыном святого Юрихана из Брекнока. Он вёл отшельническую жизнь в местечке, ныне называемом Сент Кледер, расположенном на берегу реки Инни (River Inney). Приходской храм был освящён в его честь 23 октября 1259 года.
Неподалёку от храма имеется источник, считающийся одним из лучших источников Корнуолла.

## Галерея

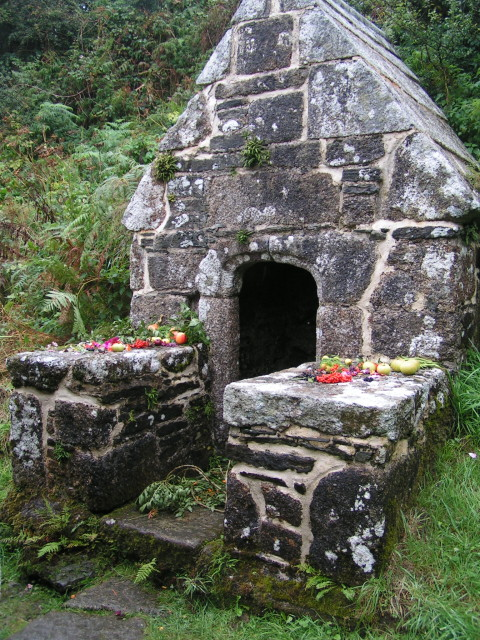
Источник святого Клетера
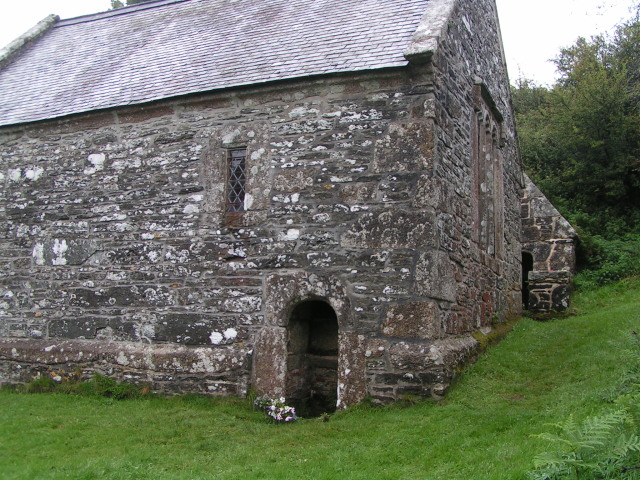
Часовня святого Клетера со святым источником